# Tuveryd
Tuveryd är en bebyggelse norr om Ölmstad i Jönköpings kommun. Från 2015 till 2020 avgränsade SCB här en småort.